# Горне Саліби
Горне Саліби (словац. Horné Saliby) — село в окрузі  Ґаланта Трнавського краю Словаччини. Площа села 34,84 км². Станом на 31 грудня 2015 року в селі проживав 3281 житель.

## Історія
Перші згадки про село датуються 1233 роком.

## Населення
| Рік:            | 1994. | 2004.   | 2014.   | 2024.   |
| --------------- | ----- | ------- | ------- | ------- |
| Кількість осіб: | 3046  | 3156    | 3226    | 3169    |
| Різниця:        |       | +3,61 % | +2,21 % | -1,76 % |

| Рік:            | 2023. | 2024.   |
| --------------- | ----- | ------- |
| Кількість осіб: | 3200  | 3169    |
| Різниця:        |       | -0,96 % |